# Caryotophora
Caryotophora là chi thực vật có hoa trong họ Aizoaceae.